# Māhū
haw. Māhū ('u sredini') u kulturama Kanaka Maoli (Havaji) i Maohi (Tahiti) osobe su trećeg roda s tradicionalnim duhovnim i društvenim ulogama u kulturi, slično to. fakaleiti i samoanski sm. fa'afafine. Povijesno i danas, rod māhū može se po rođenju dodijeliti djevojčici ili dječaku.
Māhū se ne smije miješati s aikāneom, koji su mladi kāne (muškarci) koji su bili ljubavnici i miljenici ali'ija ili poglavara, i koji su imali posebne društvene uloge i rodoslovlja zbog svojih saveza sa svetim tijelima ali'i.
Prema današnjem māhū kumu hula Kaua'i Iki:

## Povijest
U pretkolonijalnoj povijesti Hawai'ija, Māhū su bili zapaženi svećenici i iscjelitelji, iako je velik dio te povijesti uklonjen intervencijom misionara. Prvi objavljeni opis māhūa pojavljuje se u dnevniku Bounty-a kapetana Williama Bligha, koji se zaustavio na Tahitiju 1789. godine, gdje ga je upoznao pripadnik "klase ljudi vrlo uobičajenih u Otaheitieu zvane Mahoo ... koji su, iako su sigurno bili muškarac, bili dosta ženstveni."
Preživjeli spomenik ove povijesti su "Čarobnjački kamenčići" iz Kapaemāhūa na plaži Waikiki, koji obilježavaju četiri važna mahua, koji su prvi donijeli iscjeliteljsku umjetnost s Tahitija na Havaje. Njih havajska povjesničarka Mary Kawena Pukui naziva pae māhū ili doslovno red māhūa. Izraz māhū zabunom je definiran u Havajskom rječniku Pukuija i Eberta kao "n. Homoseksualac, bilo kojeg spola; hermafrodit." Pretpostavka o istospolnom ponašanju odražava povezanost spola i seksualnosti koja je bila uobičajena u to vrijeme. Čini se da ideja da su māhū biološki mozaici ne uzima u obzir pojam hermafrodit koji se u ranim izdanjima seksologa i antropologa uglavnom koristio u značenju "pojedinac koji ima atribute i muškog i ženskog spola", uključujući socijalne i ponašajne osobine, ne nužno biološki hibrid ili interspolna jedinka. To je dovelo do toga da su homoseksualne, biseksualne i osobe neskladne s rodom u medicinskoj literaturi bile pogrešno označene kao "hermafroditi".
Kaomi Moe, aikāne kralja Kamehameha III. i māhū, još je jedan primjer iz povijesti.
Godine 1891., kada je slikar Paul Gauguin prvi put došao na Tahiti, autohtono stanovništvo smatralo ga je māhūom zbog njegovog tadašnjeg drečavog načina odijevanja. Njegova slika Papa Moe (Tajanstvena voda) iz 1893. prikazuje māhū kako pije iz malog vodopada.
Misionari na Havajima uveli su biblijske zakone na otoke 1820-ih; pod njihovim utjecajem prvi havajski zakon protiv sodomije donesen je 1850. Ti su zakoni doveli do društvene stigmatizacije mahu na Havajima. Početkom sredine 1960-ih gradsko vijeće Honolulua zahtijevalo je od trans žena da nose značku kojom se identificira kao muškarac.
U Tahitian Journal američkog umjetnika Georgea Biddlea (1920. – 1922.) piše o nekoliko prijatelja māhūa na Tahitiju, o njihovoj ulozi u rodnom tahitijskom društvu i o progonu prijatelja māhūa Naipua, koji je pobjegao s Tahitija zbog kolonijalnih francuskih zakona koji su poslali māhū i homoseksualce na teški rad u zatvor na Novoj Kaledoniji. Rae-rae je socijalna kategorija māhū koja je na Tahitiju počela koristiti 1960-ih, iako je neki māhū kritiziraju kao oštru referencu na seksualni rad.
Tijekom Drugog svjetskog rata američki muškarci i žene u američkoj vojsci susreli su se s māhūima i drugim rodno promjenljivim osobama južnog Tihog oceana, što je pomoglo utjecati na početke oslobođenja gayeva.

## U suvremenim kulturama
Osamdesetih godina prošlog stoljeća, Māhū i fa'afafine iz Samoe i drugih queer kultura na Tihom okeanu počeli su se organizirati, dok su māhū i queer pacifički otočani počinjali dobivati međunarodno priznanje na raznim poljima.
Godine 2003., pojam mahuwahine nastao je unutar havajske queer zajednice: māhū (u sredini) + wahine (žena), struktura riječi slična je samoanskoj fa'a (način) + fafine (žena / žena). Pojam mahuwahine nalikuje transrodnom identitetu koji se podudara s havajskom kulturnom renesansom.  Kumu Hinaleimoana Kwai Kong Wong-Kalu pojasnila je:
Značajna suvremena haw. māhū, ili mahuwahine, uključuju aktivisticu i kumu hula Hinaleimoana Kwai Kong Wong-Kalu, kumu hula Kaumakaiwa Kanaka'ole i kumu hula Kaua'i Iki ; i unutar šire māhū LGBT zajednice, povjesničar Noenoe Silva, aktivist Ku'u-mealoha Gomes, pjevač i slikar Bobby Holcomb i pjevač Kealii Reichel.
U mnogim tradicionalnim zajednicama Māhū igra važnu ulogu u nastavljanju polinezijske kulture i podučavanju "ravnoteži ženskog i muškog spola tijekom stvaranja". Suvremeni Māhū nastavlja tradiciju povezivanja sa zemljom, očuvanja jezika te očuvanja i oživljavanja kulturnih aktivnosti, uključujući tradicionalne plesove, pjesme i metode sviranja na kulturno posebnim glazbenim instrumentima. Simbolično tetoviranje također je popularna praksa. Suvremeni Māhū ne mijenjaju svoja tijela onim što bi drugi smatrali operacijom promjene spola, nego kao što se bilo koja osoba u havajskom / tahitijskom društvu različito odijeva za posao, dom i noćne provode.
Snažni obiteljski odnosi važni su u kulturi Māhū, jer su rodbinske veze u svim havajskim/tahitijskim kulturama ključne za opstanak obitelji. Kad je to moguće, Māhū održavaju čvrste odnose sa svojim izvornim obiteljima, često postajući udomitelji nećakinja i nećaka, a zapaženi su kao posebno "suosjećajni i kreativni". Ova sposobnost odgoja djece smatra se posebnom vještinom svojstvenom Māhū ljudima. Māhū također doprinosi njihovim širim obiteljima i zajednicama kroz prikupljanje i održavanje znanja te prakticiranje i podučavanje hula tradicije koje se tradicionalno prenose preko žena.
U situacijama kada su ih njihove obitelji porijeklom odbile zbog homofobije i kolonizacije, Māhū su osnovali vlastite zajednice, podržavajući jedni druge i čuvajući i podučavajući kulturne tradicije sljedećih generacija. U dokumentarnom filmu Kumu Hina, Hinaleimoana Wong-Kalu posjećuje jednu od ovih zajednica staraca u planinama i sastaje se s nekim od Mahhua koji su joj bili učitelji i odabrana obitelj dok je bila mlada.

## Poveznice
- Hinaleimoana Wong-Kalu - suvremena haw. māhū, učitelj i havajski kulturni djelatnik
  - Kumu Hina (2014) - dokumentarni film o Hinaleimoani Wong-Kalu
- Dvoduh, panindijanski krovni izraz za sve tradicionalne indijanske identitete koji se ne uklapaju u binarne ili heteroseksualne uloge zapadnog spola
- Prava LGBT osoba na Havajima
- Rae-rae

## Napomene
1. ↑  Izraz "transrodni" još nije bio u upotrebi u vrijeme kada su napisani najraniji izvori i tijekom vremena pretrpio je značajne promjene definicije. Iako je tehnički nastao 1960-ih, pojam transrodnosti rijetko se objavljivao do 1990-ih, a u široku uporabu ulazi tek 2000-ih.

## Vanjske poveznice
- Kumu Hina: A Place in the Middle – web stranice o haw. māhū
- "Coming Out & Overcoming – A Visit With Hinaleimoana Wong" – intervju sa haw. māhū Hinaleimoana Wong, Ehu Kekahu Cardwell, od Voices of Truth dokumentarni program Koani Foundation
- "The Beautiful Way Hawaiian Culture Embraces a Particular Kind of Transgender Identity" – kratka kolumna "Queer Voices" o temi u  The Huffington Post